# Galline da salvare
Galline da salvare (Die Wilden Hühner) è un film tedesco del 2006 diretto da Vivian Naefe.
È l'adattamento della serie letteraria per adolescenti Die Wilden Hühner di Cornelia Funke, che allora consisteva in cinque volumi. Il primo film si basa molto sul terzo. Solo il momento in cui viene fondata la banda è tratto dal primo volume. La storia di Wilma nella banda è tratta dal secondo volume e riscritta per adattarla al film. Il primo capitolo sarà oggetto di due sequel: Le galline selvatiche e l'amore nel 2007 e Le galline selvatiche e la vita nel 2009.

## Trama
Le "Galline selvatiche" Sprotte, Frieda, Trude, Wilma e Melanie sono una banda di ragazze che si sono innamorate delle galline della nonna di Sprotte. Sono costantemente in contrasto con i "Pigmei" (Fred, Torte, Steve e Willi), una banda di ragazzi della stessa città. Le ragazze trascorrono insieme molto tempo nel pollaio, raccogliendo così quanti più ricordi possibili con i pennuti. Ma quando la nonna di Sprotte, Oma Slättberg, vuole macellare i polli, le ragazze decidono di salvarli e chiedono l'aiuto dei Pigmei per rubare gli animali e portarli in un posto sicuro, il nuovo quartier generale delle "Galline selvatiche". Anche se all'inizio le due bande fanno fatica a sopportarsi, con il tempo costruiscono un forte legame che li porta ad aiutarsi a vicenda per superare ogni ostacolo.

## Riconoscimenti
- 2006 – Undine Award
  - Miglior debutto a Paula Riemann

- 2009 – New Faces Award
  - Premiata l'intera trilogia